# Craugastor psephosypharus
Craugastor psephosypharus là một loài ếch trong họ Leptodactylidae.
Nó được tìm thấy ở Belize, Guatemala, và có thể Honduras.
Các môi trường sống tự nhiên của chúng là các khu rừng ẩm ướt đất thấp nhiệt đới hoặc cận nhiệt đới, các khu rừng vùng núi ẩm nhiệt đới hoặc cận nhiệt đới, vùng nhiều đá, và hang. Loài này đang bị đe dọa do mất môi trường sống.